# Wiligelmo

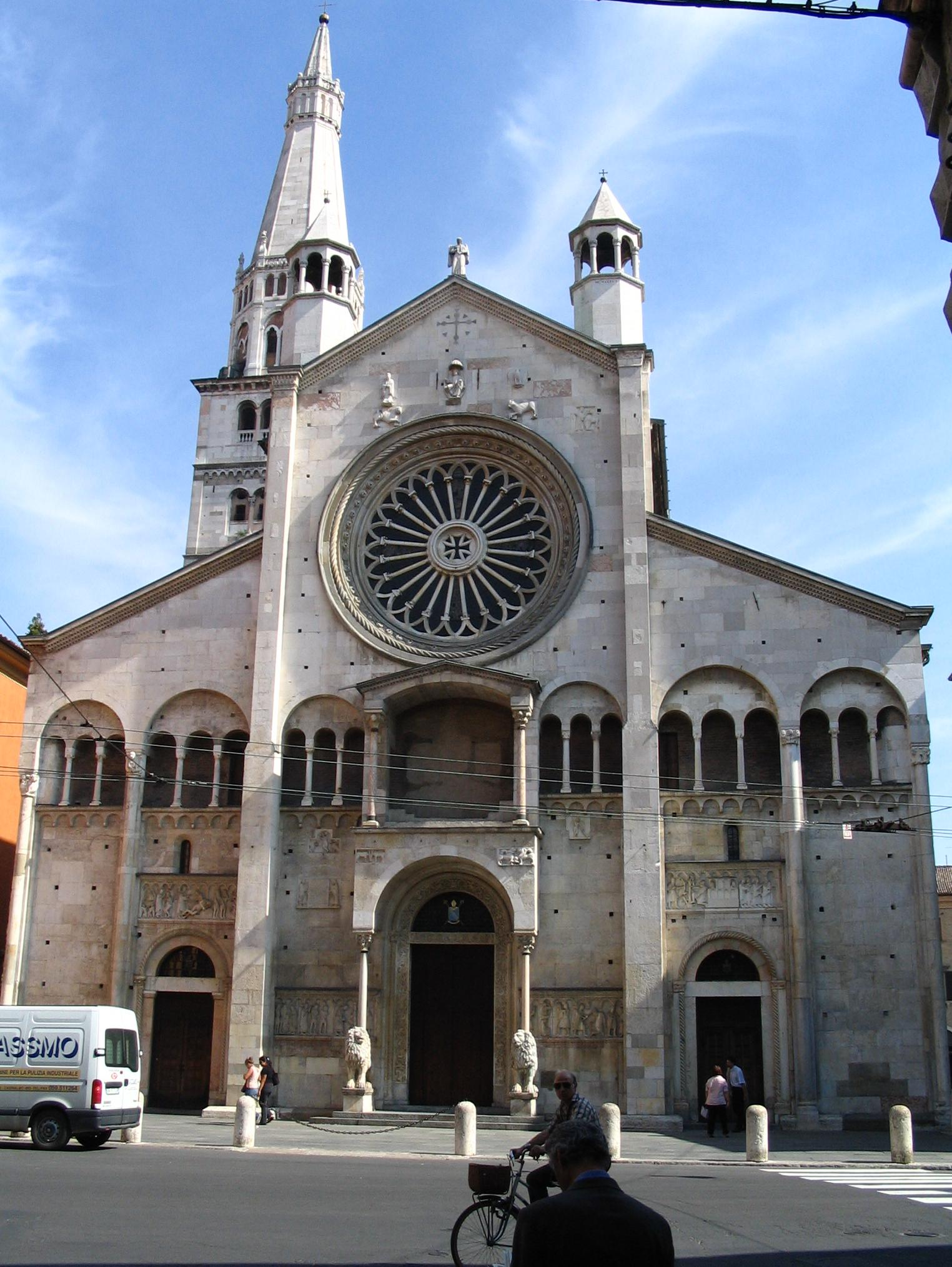
Façade de la cathédrale de Modène

Wiligelmo est un sculpteur italien du XIe siècle - XIIe siècle, actif dans l’Italie septentrionale. Il fut le plus important maître de la sculpture romane en Italie, insufflant à ses œuvres une force vitale et un sens de la narration inégalé de son temps.

## Biographie
Ni les lieux ni les dates de sa naissance et de sa mort ne sont connus. Une origine lombarde et plus précisément de Côme a été avancée, sans que cette hypothèse soit fondée sur quelque document que ce soit.

## Style
L’avis est unanime à reconnaître que l’art de Wiligelmo, comme l’ensemble de la sculpture d’Émilie-Romagne de l’époque, dérive des grands centres d’innovation de la sculpture romane autour de 1100 comprenant, en plus de Toulouse (Saint-Sernin) et l’abbaye de Moissac, une série d’édifices espagnols de Jaca jusqu’à Santiago. Dans l’incapacité de mieux définir les sources de Wiligelmo, plusieurs spécialistes ont adopté le concept d’un « sculpteur européen ». Ceci ne présume en rien de l’origine du sculpteur et aucun élément connu à ce jour ne permet de préciser sa formation.

## Activité artistique et œuvres

### Cathédrale de Modène
L’unique support historique qui nous soit parvenu où se trouve le nom du sculpteur, est la plaque commémorative de la fondation de la cathédrale de Modène placée sur la façade occidentale de l’édifice (une autre plaque commémorative, avec cette fois le nom de l’architecte, se trouve sur l’abside principale). Sur cette plaque, le nom de Wiligelmo peut aussi se lire Vuiligelmo (une des multiples dérivations de Guglielmo, correspondant au français Guillaume et à l'allemand Wilhem), puisque le v et le u majuscules ont en latin la même forme graphique, V ; deux V de suite forment donc un "double V", noté W dans l'alphabet moderne (cette lettre n'existe pas dans l'alphabet latin). 
La plaque est soutenue par les personnages d’Hénoch et Élie qui l’un comme l’autre ont la particularité d’avoir été élevés au ciel sans avoir à subir la mort terrestre, ce qui tend à vouloir conférer l’immortalité à la cathédrale et au sculpteur. 
Les deux personnages ainsi que la gravure du texte ont été reconnus comme étant de la main de Wiligelmo. L’épigraphe reprend tout d’abord quatre vers tirés de la Relatio de innovatione Ecclesie Santi Geminiani de Aimone, et mentionne la date de fondation de l’édifice, 1099. À la suite de ce texte est gravé un ajout de deux autres vers en caractères plus petits (faute de place) qui mentionnent et glorifient Wiligelmo. Non seulement l’ajout est évident, mais les deux textes furent gravés en deux temps sensiblement différents. Cette dichotomie ne permet donc pas de relier cette date de 1099 à la présence de Wiligelmo sur le chantier comme certains historiens de l’art l’ont proposée. Voici le texte de cette plaque :
| Du(m) Gemini Cancer cursu(m) cons(c)endit ovantes (= ovantis) Idibus in quintis Iunii sup (= sub) t(em)p(o)r(e) mensis mille Dei carnis monos cen tu(m) minus annis ista domus clari fundatur Gemini ani. Inter scul(p)tores quan to sis di(g)nus (h)onore cla ret scul(p)tura nu(n)c Vuiligelme tua | Plaque de fondation sur la façade |

Traduction : "Alors que le Cancer (juin/juillet) monte le parcours du Gémeau triomphant (mai/juin), au temps du 5ème [jour avant] Ies ides du mois de juin (9 juin), mille cent ans moins un [an] après le temps de l’incarnation de Dieu (1099), la fondation de cette maison de l’illustre Geminianus est posée. Parmi les sculpteurs, de quel grand honneur tu es digne, Wiligelme, ta sculpture le rend clair à présent."

Nous ignorons la date à partir de laquelle Wiligelmo fut actif sur le chantier de Modène.
Ce qui est certain, c’est que la Relatio de innovatione Ecclesie Santi Geminiani, ce document déjà cité qui relate la première phase de construction de la cathédrale (de 1099 à 1106), ne mentionne jamais Wiligelmo alors même que sa renommée aujourd’hui dépasse de beaucoup celle de l’architecte Lanfranco qui lui y est cité plusieurs fois. D’autre part, les sculptures de la crypte réalisée en 1106, sont l’œuvre reconnue d’un premier atelier de sculpteurs lombards, antérieur à celui de Wiligelmo.
De ces éléments, plusieurs spécialistes en ont déduit que Wiligelmo n’était probablement pas sur le site durant cette première phase.
Hormis cette plaque, la façade sur laquelle elle est scellée constitue la plus fameuse vitrine des œuvres de Wiligelmo ; presque tous les éléments décoratifs qui s’y trouvent sont de lui ou de son atelier, et en particulier :

#### Le portail principal

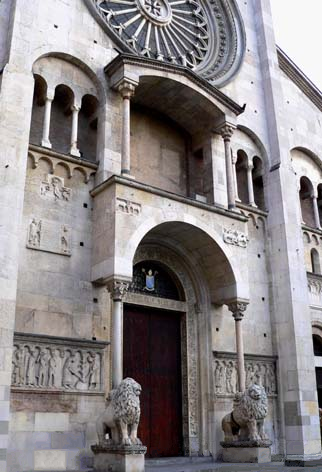
Portail principal de la façade
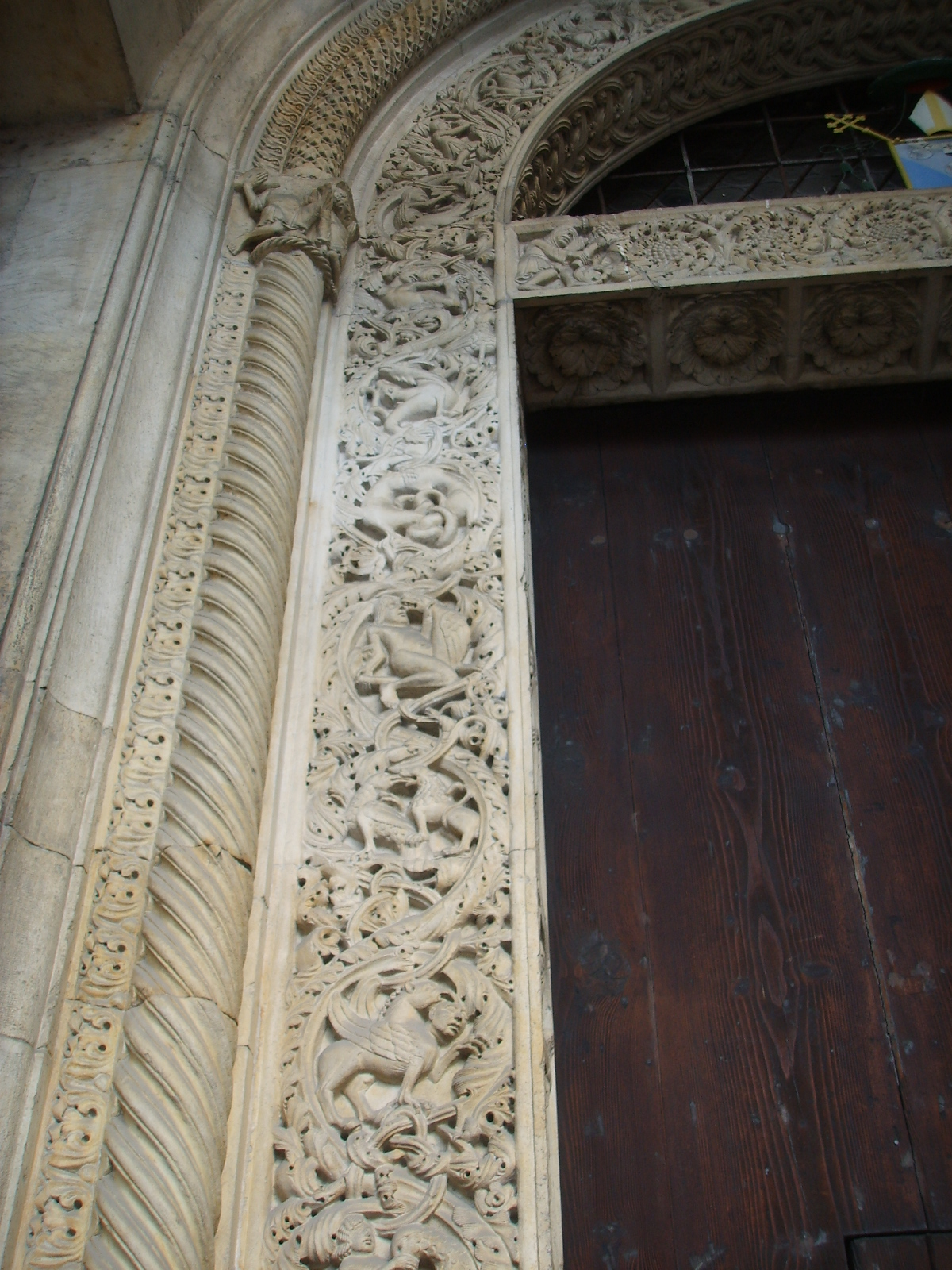
Le rinceau peuplé
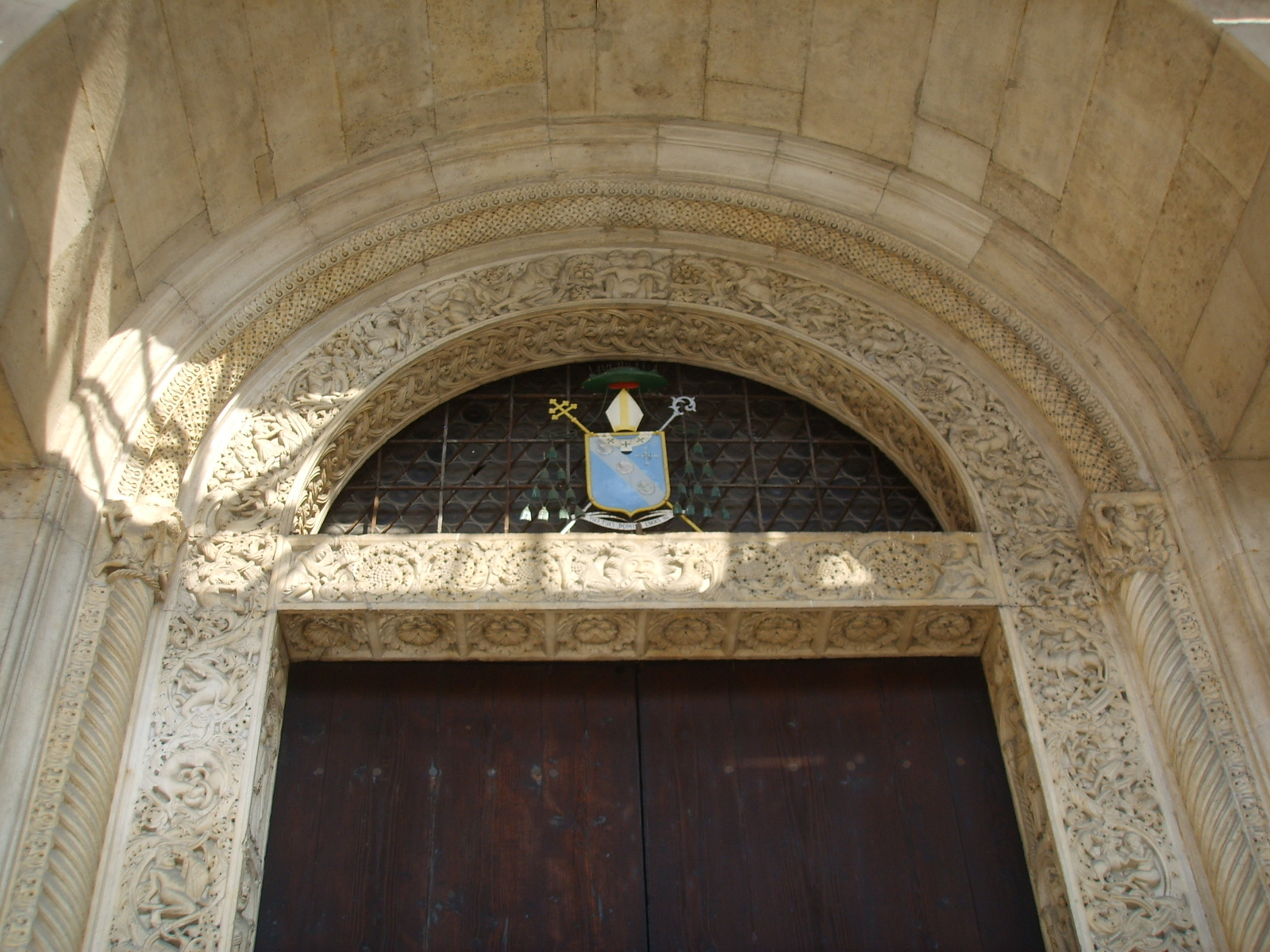
Archivolte et architrave
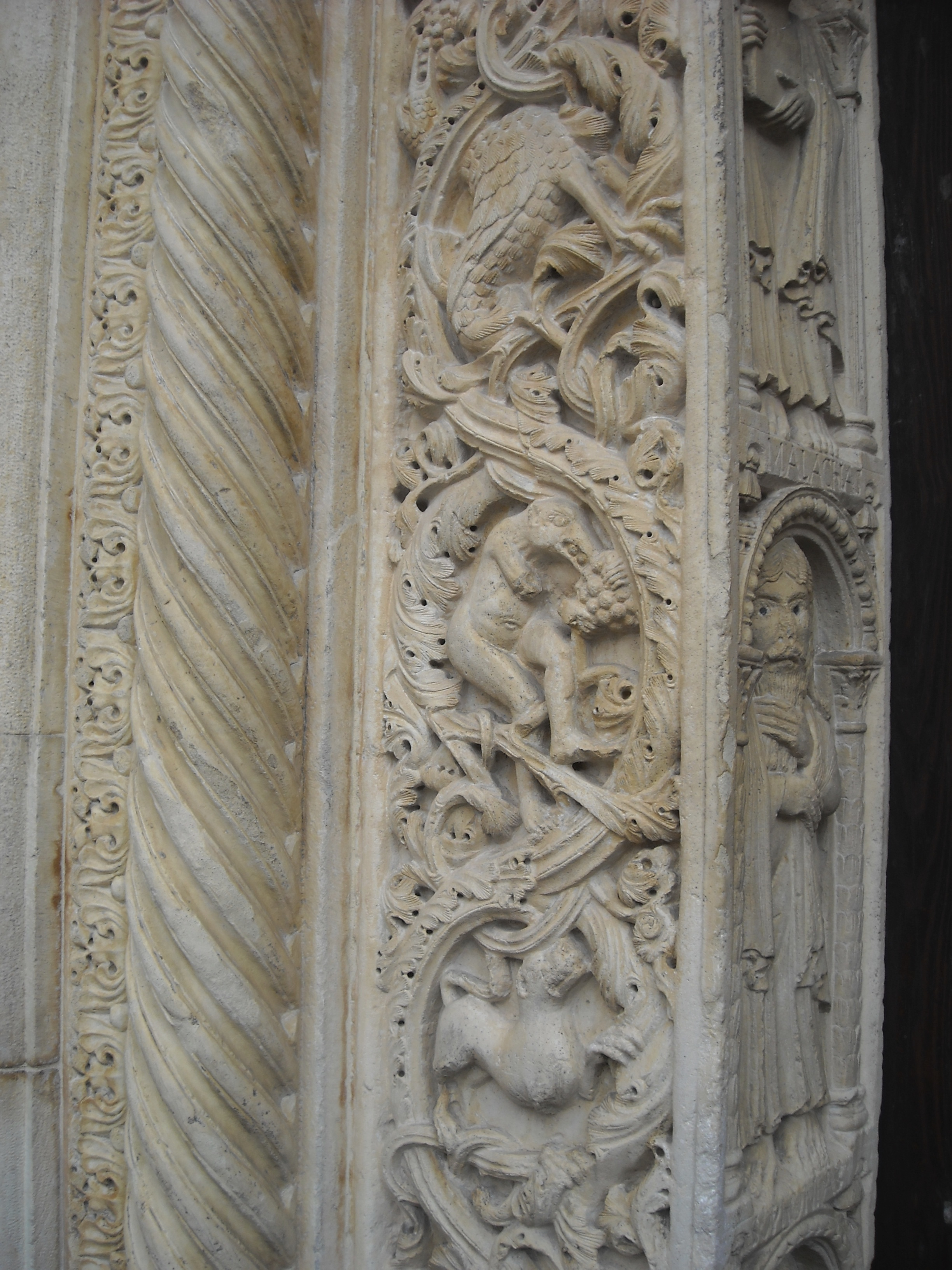
rinceau peuplé (détail)

Il est à lui seul un chef-d’œuvre remarquable par son rinceau peuplé qui court sur les chambranles, l’archivolte et l’architrave.
Le rinceau peuplé est supporté à la base par deux télamons, un de chaque côté. Celui de gauche, un genou à terre, est chaussé, ses longs cheveux sont soigneusement peignés et ses vêtements raffinés (nombreux plis), ces détails en font un personnage d’une classe sociale élevée. Celui de droite, debout, est pieds nus, les cheveux courts et protégé par un habit grossier, ce qui suggère un paysan.

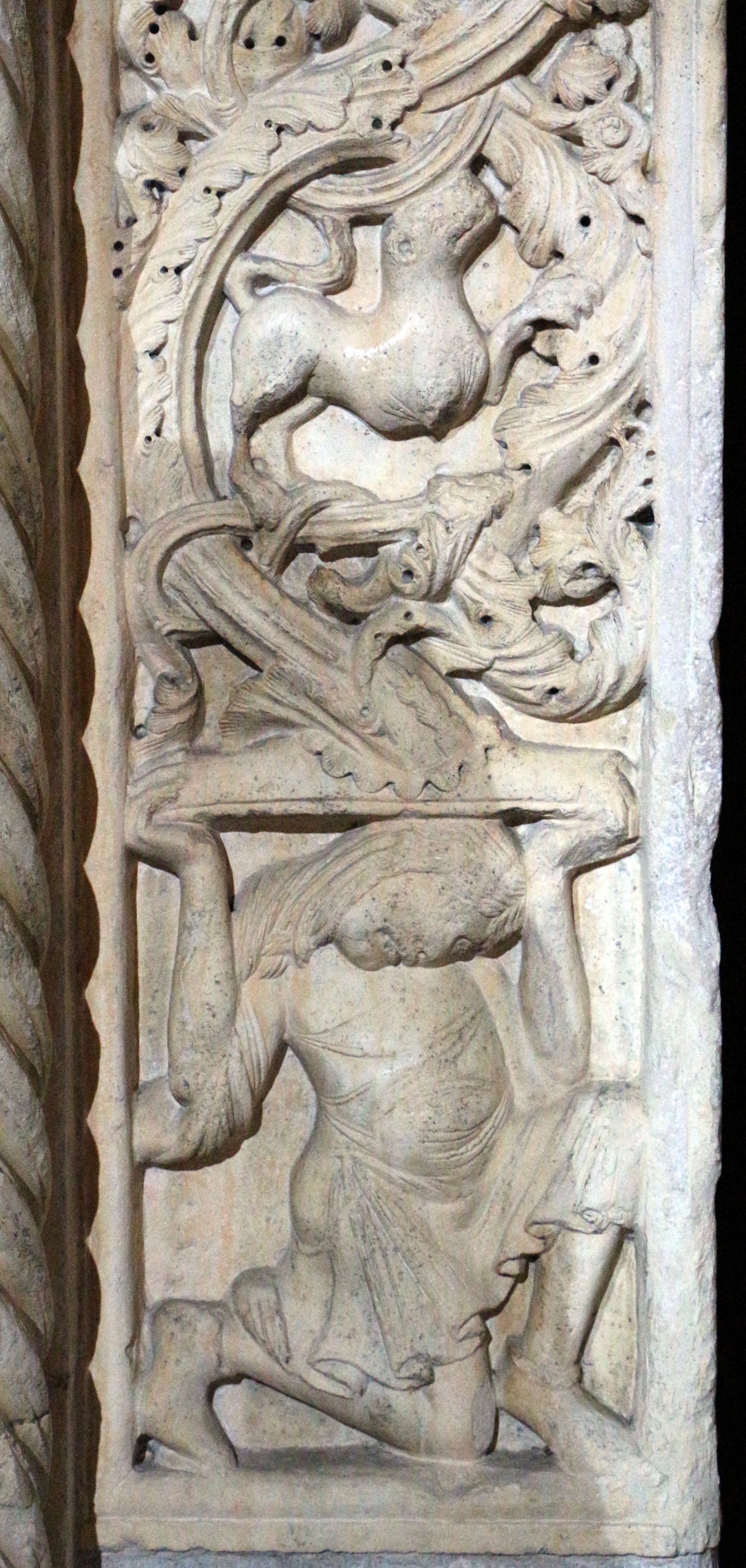
Télamon de gauche
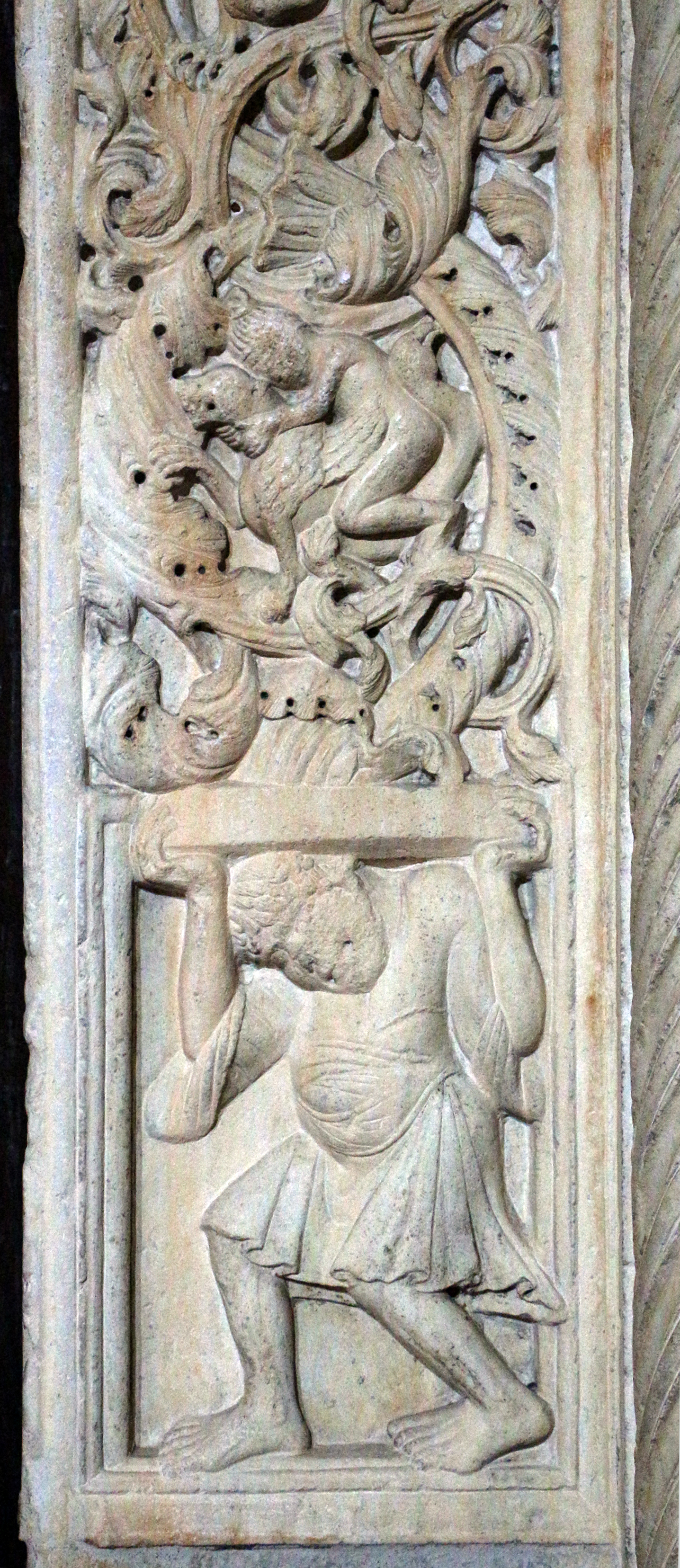
Télamon de droite

Le rinceau est formé d’une combinaison de rameaux d’acanthe, de vigne et raisins, le tout peuplé de créatures fantastiques. L’ensemble pourrait constituer une sorte de parcours vers la rédemption : à la partie basse, des fauves et des monstres menacent l’homme, mais il s’élève jusqu’à la vigne du Seigneur où les conflits s’achèvent.
Les divers sujets que l’on parvient à identifier sont les suivants :
sur le chambranle gauche :
- Un félin qui s’élance vers le haut.

- Un cynocéphale qui mange une grappe de raisin, cette créature monstrueuse décrite dans la géographie classique, est un exemple typique de la population mythique d’orient consigné dans le Liber Monstrorum.

- Un oiseau à longue queue également en train de becqueter une grappe.

- Un personnage nu luttant avec un volatile dont le corps se termine par une queue de serpent.

- Un griffon tenant en son bec une tête humaine.

- Un lion mordant un volatile.

- Un personnage nu luttant avec un monstre marin.

- Deux serpents enserrés, dont l’un a insinué sa tête dans la gueule de l’autre. Ils représentent l’accouplement de la vipère décrit dans quelques versions du Physiologus, lequel précise que l’insémination de la femelle se fait par voie orale et qu’au cours de cette procédure la femelle tue le mâle.

- Un animal à deux têtes, probablement une chimère.

- Un personnage nu se tenant suspendu au cep en équilibre dans une position horizontale, alors qu’il tient un pied avec son autre main. L’attitude du personnage et le fait qu’une seule jambe en soit visible peut faire penser à un sciapode, autre race fantastique avec un seul pied, fréquemment présent sur les cartes et dans les représentations médiévales, ou bien à quelque être ayant la plante des pieds retournée vers l’arrière, dont parle le Liber Monstrorum[11].

Sur le chambranle de droite, on trouve en partant de la base :
- Un être nu avec les cheveux réunis par un nœud au sommet de la tête, qui chevauche un lion ailé.

- La lutte entre un lion et un dragon bicéphale.

- Un centaure femelle qui se saisit de sa queue.

- Un être nu à cheval sur un oiseau dont il empoigne le bec. La représentation est similaire à celle du quatrième registre de gauche, mais dans ce cas l’oiseau ne présente pas une queue de serpent.

- Deux oiseaux identifiables à des huppes ou à des paons, boivent à la même coupe.

- Un dragon ailé, avec des sabots équins, se pelotonne sur lui-même.

- Un être nu qui dompte un lion.

- Un personnage vêtu d’habit de l’époque, qui grimpe dans le rinceau.

- Un homme avec des habits orientaux, en train de maîtriser un griffon dévorant un oiseau.

- Un oiseau qui se tient une patte sur le cou, alors qu’il becquette quelque chose sous son autre patte[11].

Sur l’archivolte se trouvent placées treize figures ; au centre se trouve un relief que certains spécialistes identifient à Janus, symbole de porte et de passage, alors que d’autres comme C. Frugoni pense qu’il s’agit de la représentation zodiacale des gémeaux. De part et d’autre de cette figure s’inclinent vers elle deux vieillards qui se tiennent à la végétation.
Puis à droite en partant de la base jusqu’à l’un des vieillards se trouvent :
- un vendangeur

- une chèvre ou plus probablement un bouc (dans le premier cas l’animal aurait une connotation positive, comme cela est dit dans le Physiologus, dans le second une connotation négative)

- de nouveau un vendangeur

- une manticore (monstre légendaire de provenance orientale, mangeur d’homme, qui est représenté comme un animal ailé à tête humaine coiffée d’un chapeau)

- un autre vendangeur.

Et a gauche, toujours en partant de la base jusqu’à l’autre vieillard :
- une sirène qui se tient la queue

- un chasseur qui immobilise un faucon

- un jeune homme luttant avec un basilic

- un griffon

- un jeune homme avec un genou à terre.

La décoration de l’architrave est constituée au centre d’un mascaron de la bouche duquel s’échappe de part et d’autre une luxuriante végétation avec des grappes de raisin que deux huppes, animal caractérisé positivement par le Physiologus, qui becquettent le raisin. Les deux extrémités du rinceau comprennent deux personnages dont les vêtements dénoncent une différence d’appartenance sociale : sur la gauche un paysan nu pied, mal encapuchonné, avec une serpette à la main ; à droite un noble chaussé et bien vêtu avec une tunique et une cape, qui récolte également du raisin avec un outil identique.
D’autre part, les faces internes des chambranles du portail sont décorées de douze prophètes de l’ancien testament, six de chaque côté.
À gauche en partant du haut sont sculptés :

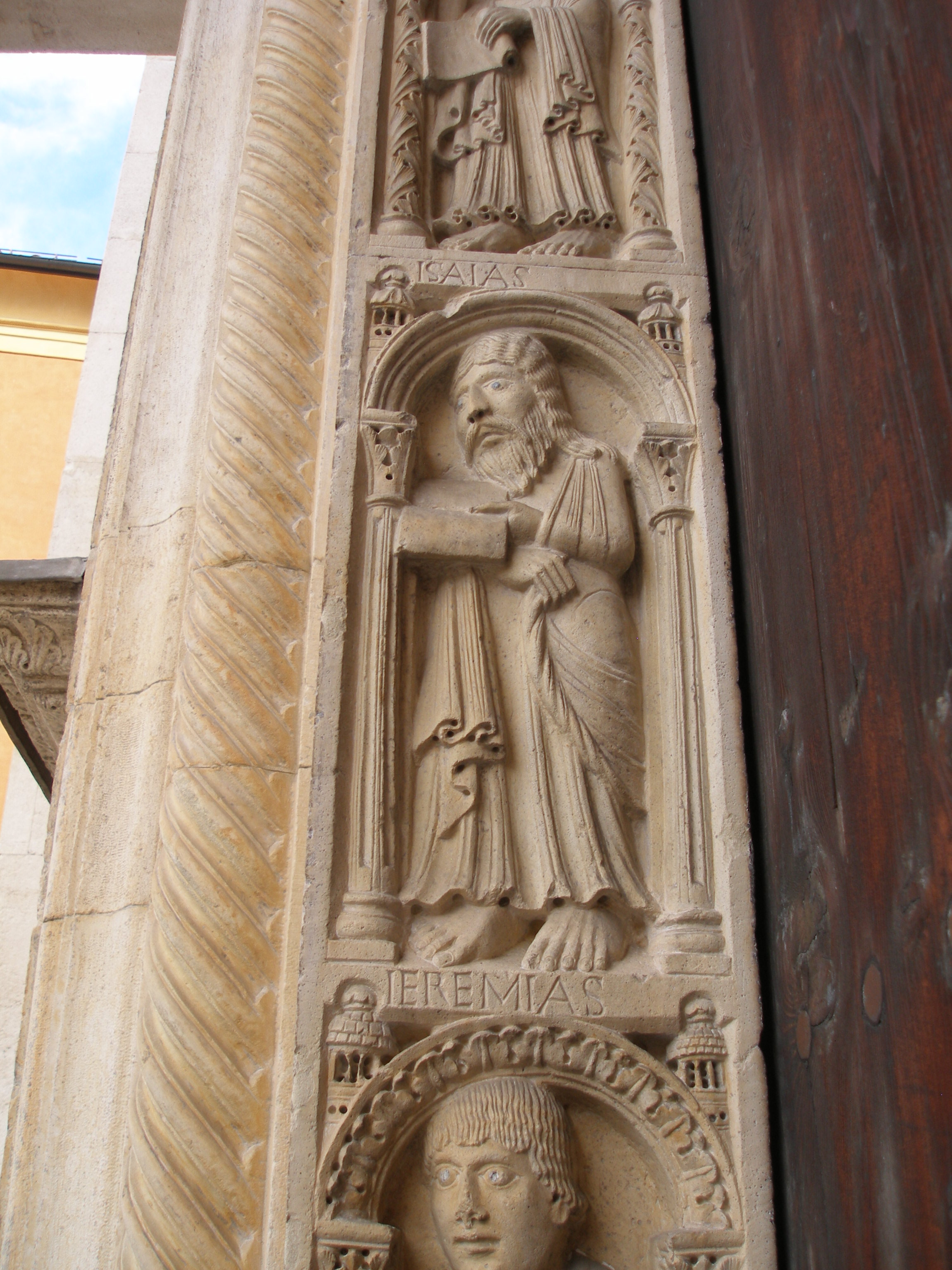
Prophètes chambranle de gauche
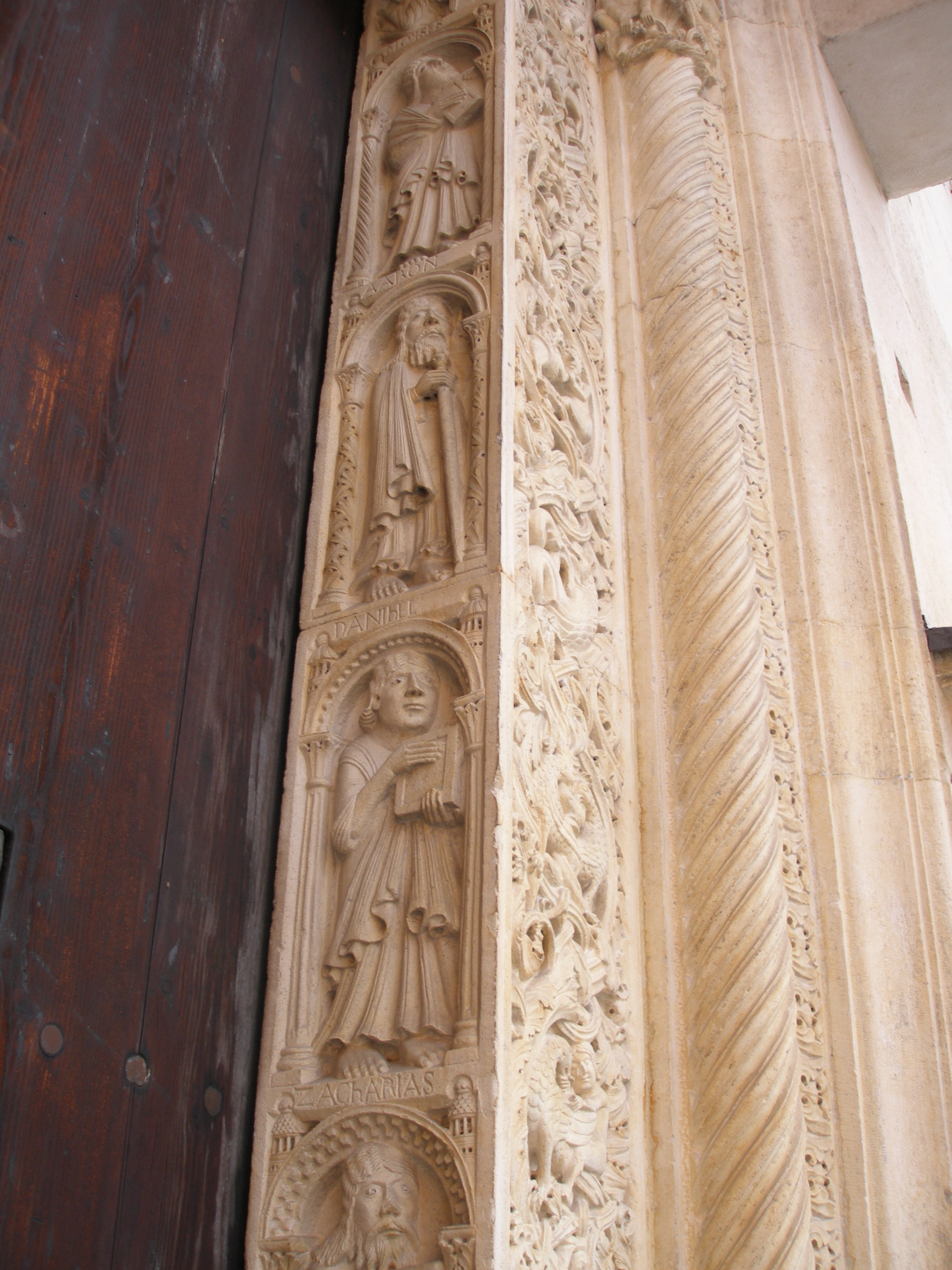
Prophètes chambranle de droite
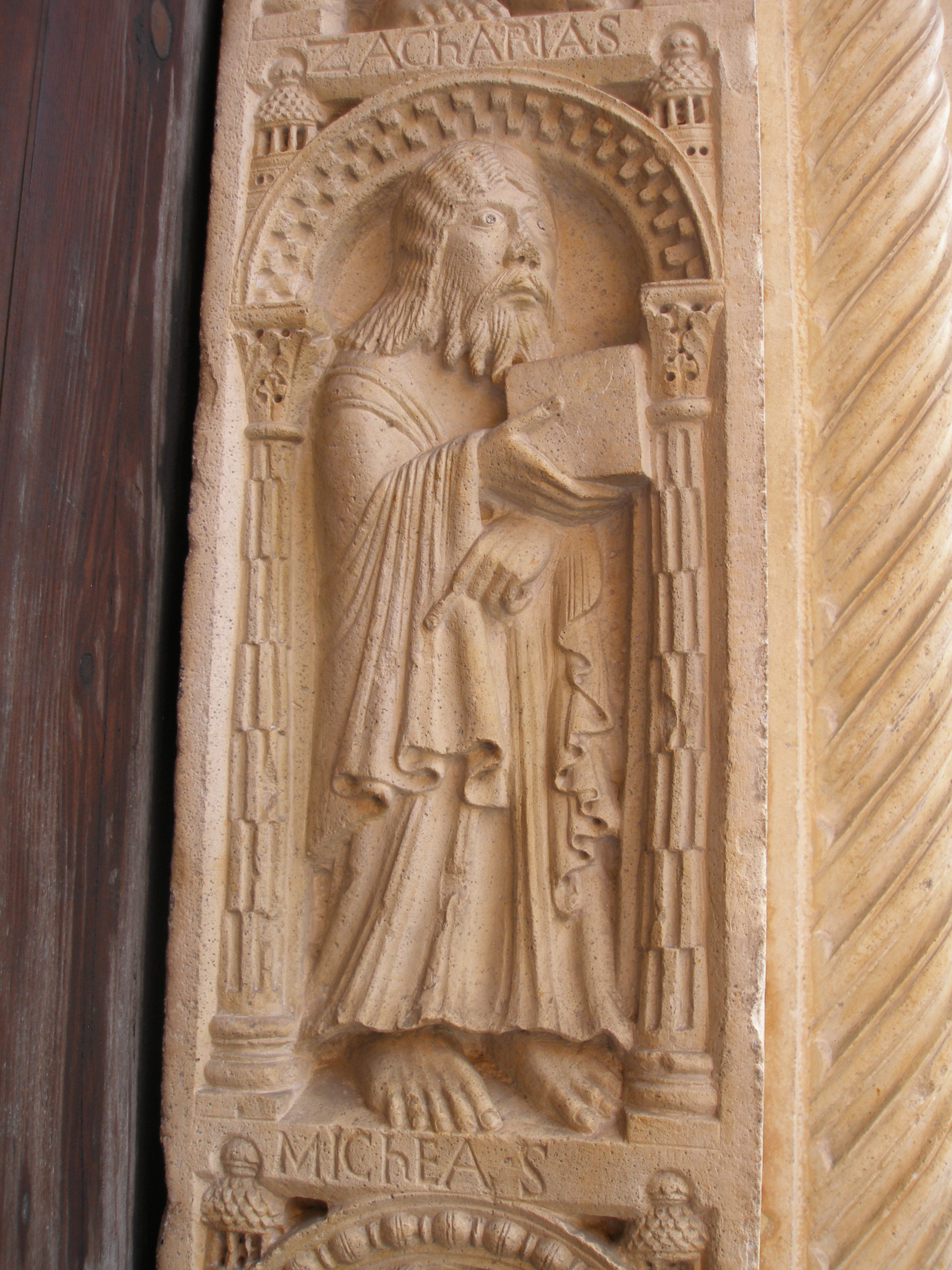
Prophète (detail)

- Habacuc (avec gravé le nom Abacuc), il a le regard dirigés vers le haut et tient une coupe entre ses mains (couvertes par son manteau). Un ange se trouve placé au-dessus de lui, il est représenté avec une patène entre les mains, il fait glisser le pain pour Daniel (voir Da 14, 31-42).

- Ézéchiel (Iezechiel) est représenté avec un rouleau de la loi dans la main gauche, la droite montre le ciel.

- Isaïe (Isaias ) est également avec un rouleau dans les mains.

- Jérémie (Ieremias), avec un livre dans les mains.
- Malachie (Malachias), se tient la barbe avec la main gauche et serre son manteau avec la droite.

- Sophonie (Sofonias), qui tient un rouleau dans la main gauche et maintient son manteau avec la droite.

À droite, toujours en partant du haut, sont sculptés :
- Moïse (Moyses), avec les tables de la loi entre les mains, il regarde un ange qui d’en haut les lui remet.

- Aaron (Aaron), tenant en sa main droite la verge ou le bâton signe de la puissance de Dieu, et avec la gauche il montre le ciel.

- Daniel (Danihel ) qui tient un livre entre les mains.

- Zacharie (Zacharias), qui avec la main droite serre un livre et tient son manteau de la gauche.

- Michée (Micheas ), serre un rouleau de la main droite et tient son manteau de la gauche.

- Abdias (Abdias), lui aussi avec un rouleau dans la main droite et son manteau dans la gauche[11].

Sur chacun des sommets des faces internes des chambranles sont représentés un ange, ils transmettent le message divin, respectivement à Habacuc et Moïse.
Enfin sur le porche, se trouvent deux reliefs :

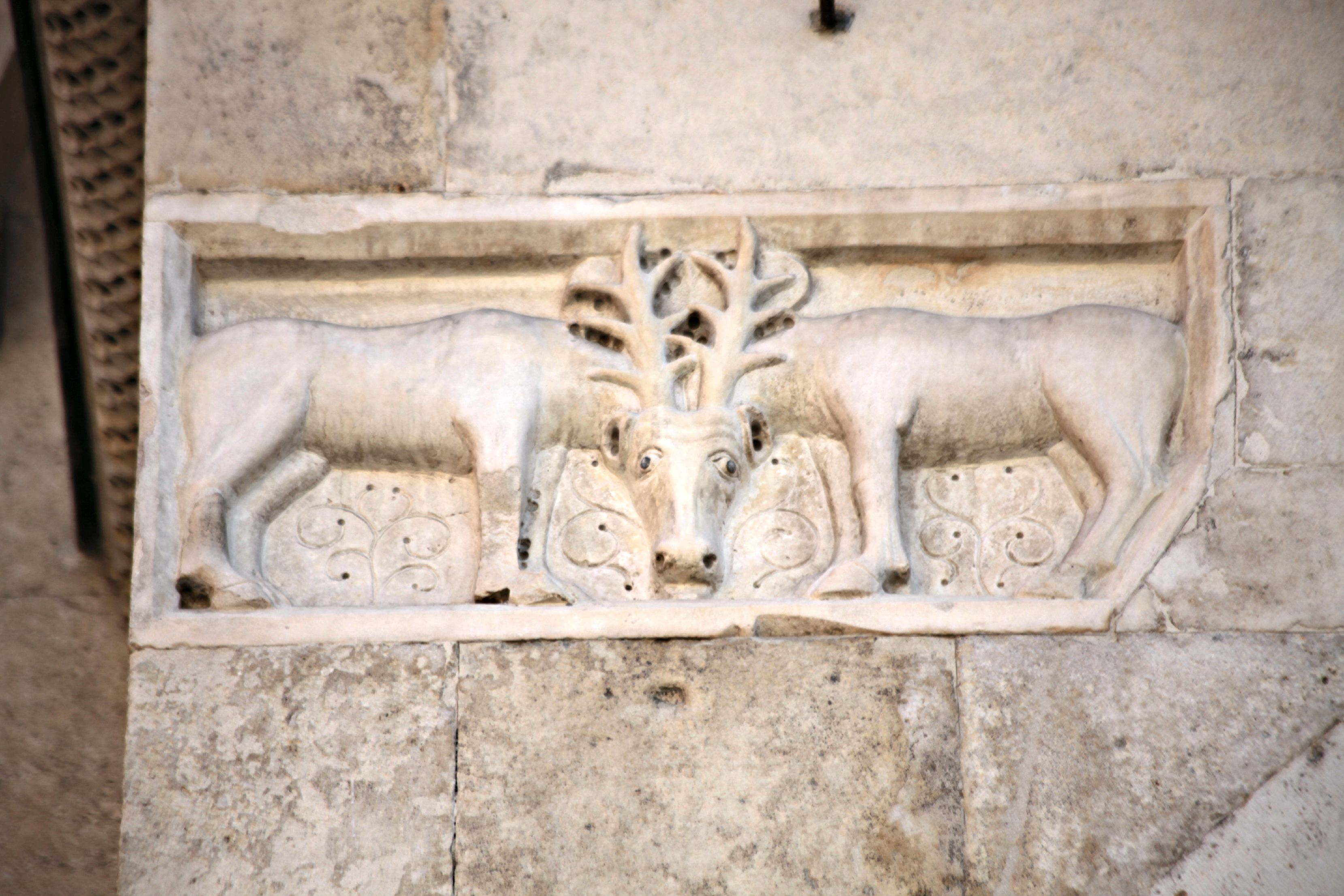
Relief du porche : les deux cerfs
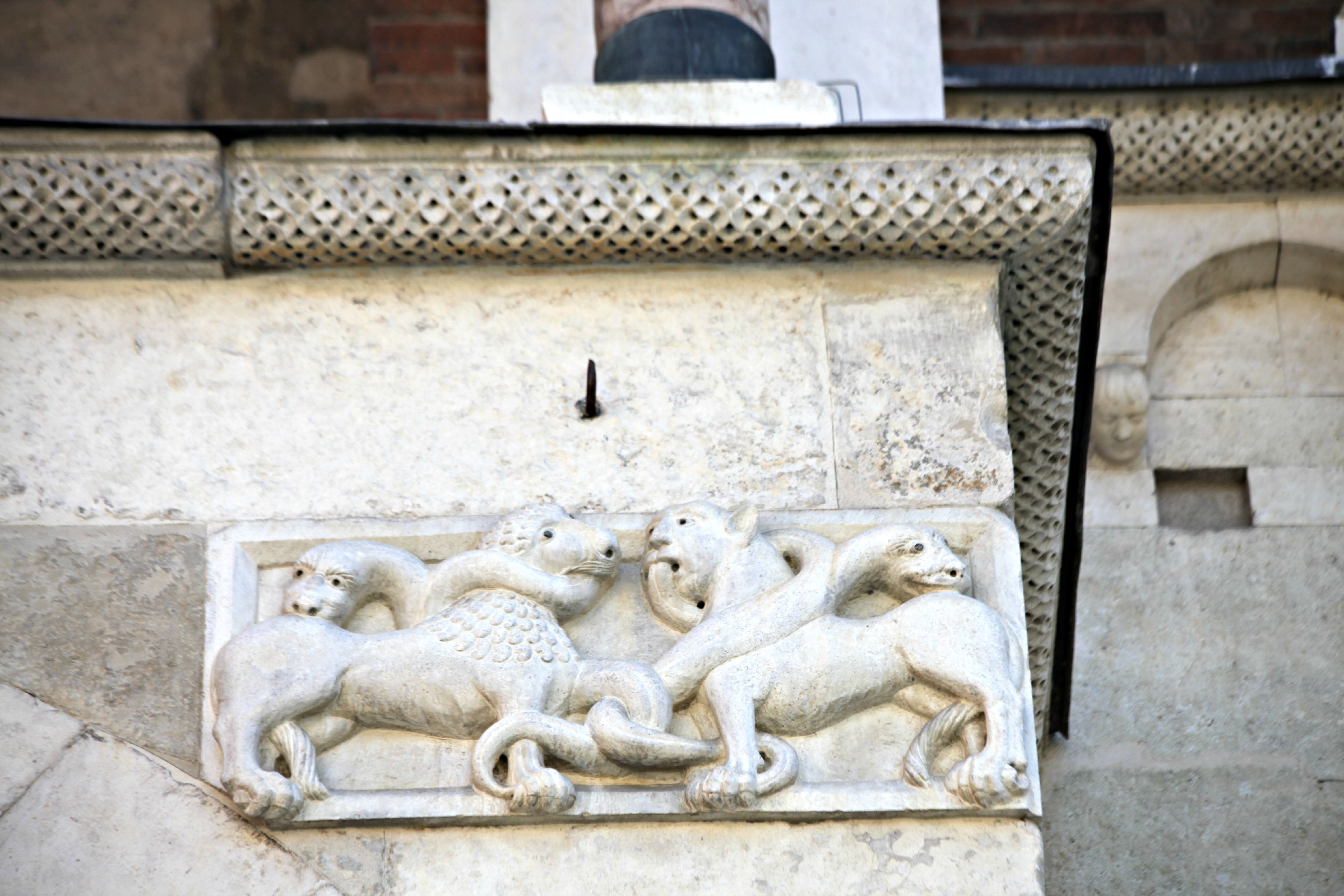
Relief du porche : les lions

- Le premier représente deux cerfs affrontés ayant une tête commune. Il est probablement à mettre en relation avec le psaume 42[12], et avec les cerfs du pavement du baptistère de Solin qui se désaltèrent dans un cathare[13].
- Le second se compose de deux reliefs qui occupent les faces orthogonales d’un même bloc lapidaire encastré dans le pignon droit du porche. Sur le devant sont représentés un lion et une lionne desquels jaillissent autour de la gorge les spires de deux monstres serpentiformes, entrecroisés au centre et en train de mordre le dos des deux félins, alors que sur le petit côté perpendiculaire, se trouve un personnage humain, nu avec un couvre-chef pointu, à cheval sur un monstre ayant une tête caprine, une queue de poisson et des pattes d’oiseau. La relation entre ces figures ne paraît pas évidente à établir.

Les deux lions stylophores du porche ne sont pas de la main de Wiligelmo, ils datent probablement du Ier siècle apr. J.-C., il s’agit donc d’un remploi.

#### Histoire de la Genèse

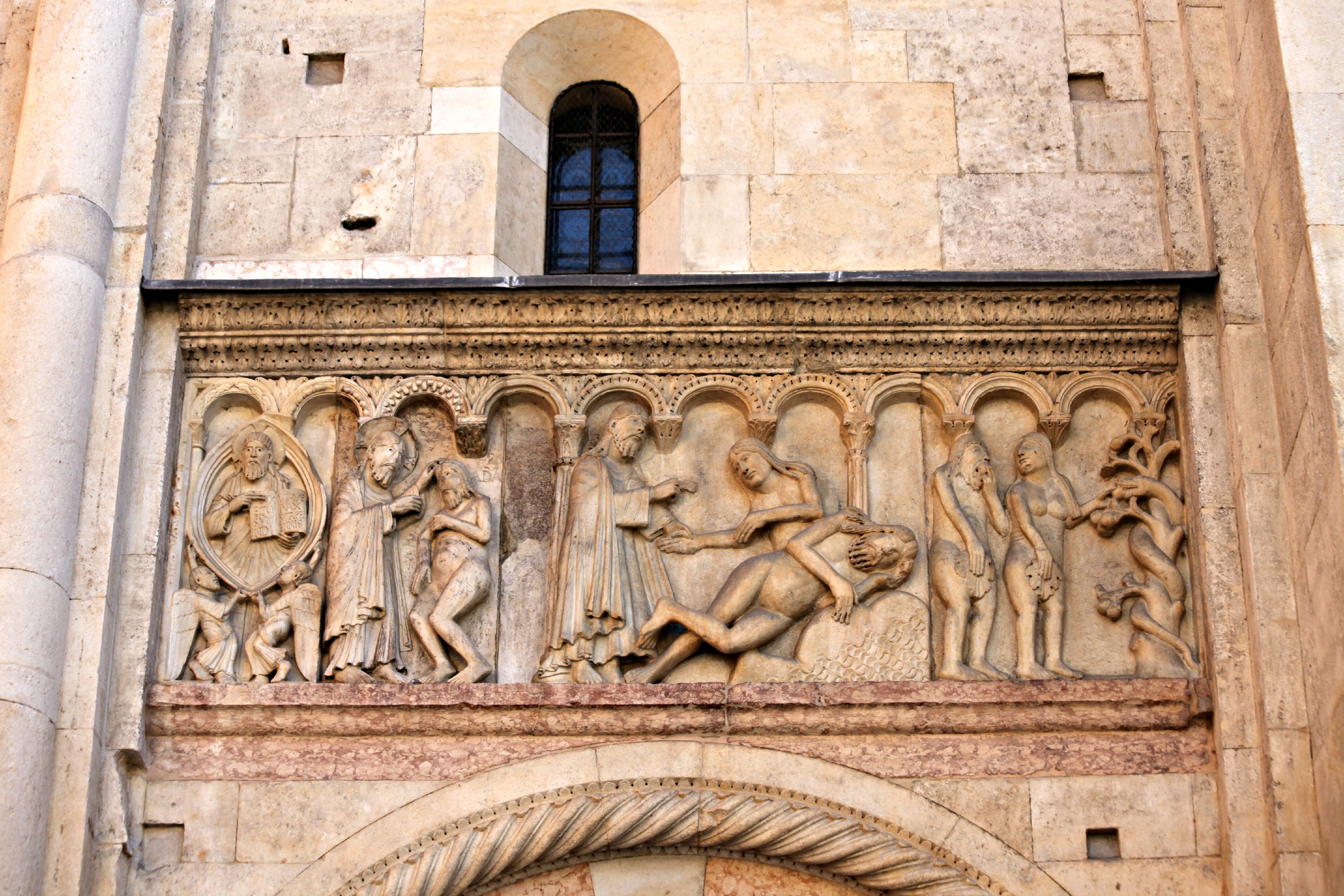
Création d'Adam, d'Ève et le péché originel

Ces bas-reliefs sont considérés comme étant des chefs-d’œuvre de l’art roman, ils sont l’œuvre de Wiligelmo.
Il s’agit de quatre plaques sculptées qui rapportent des épisodes de la Genèse, de la création d’Adam à la sortie de l’arche de Noé et de sa famille après le déluge.
Leurs emplacements actuels ne sont pas ceux d’origine, ils ont probablement été déplacés lors de l’ouverture des deux portails latéraux.

#### Génies porte-flambeau

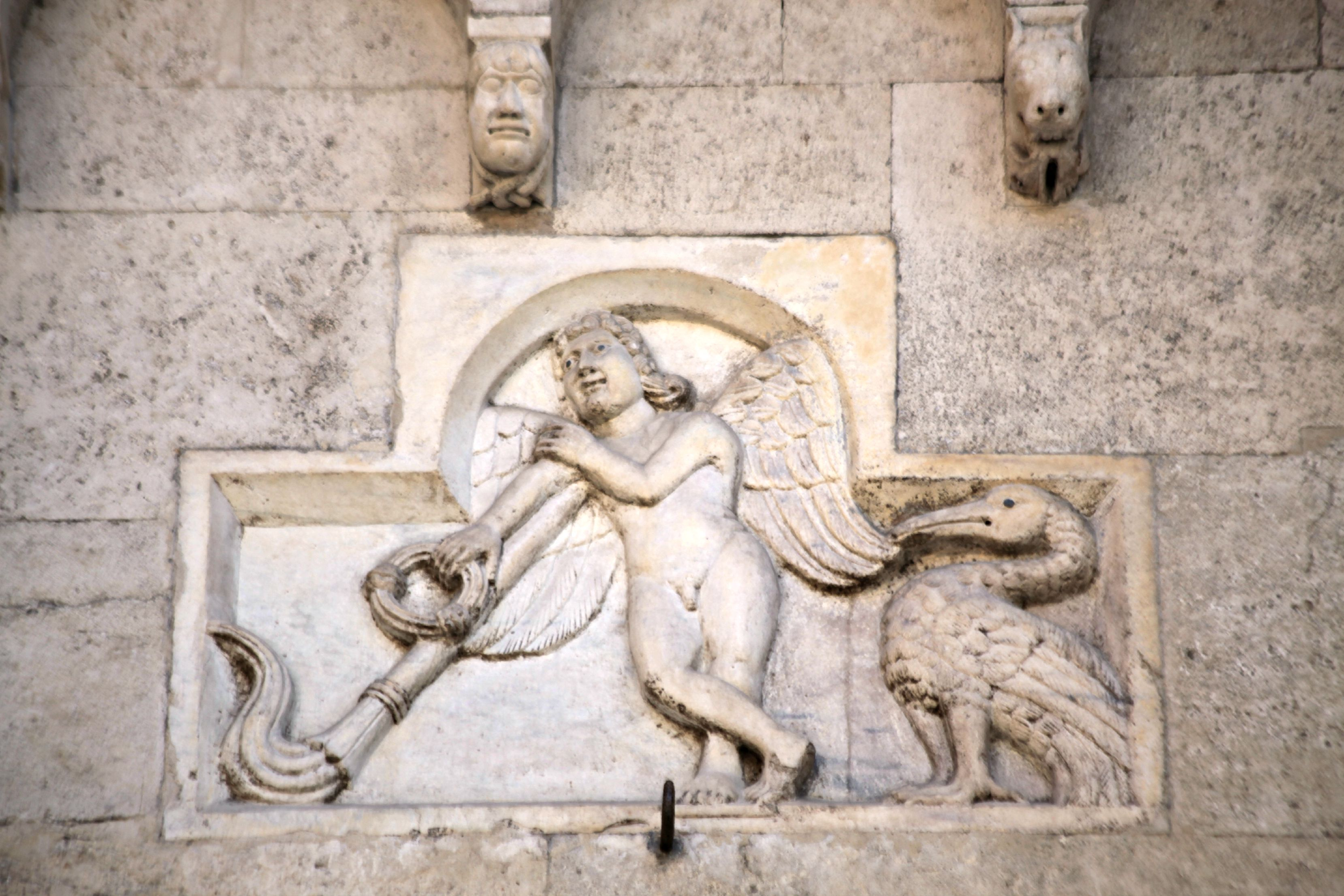
Le génie porte-flambeau et l'ibis

Ces deux plaques se trouvent sur la façade, de part et d’autre du porche.
Le flambeau renversé est une allégorie de la mort et l’origine du génie porte-flambeau remonte à l’époque hellénistique, il fut l’objet d’une grande diffusion sur les sarcophages durant l’Empire romain. Ce symbolisme est renforcé sur l’une des deux plaques par la présence d’un oiseau qui a été identifié à l’ibis, animal qui selon le Physiologus est le plus immonde de tous les oiseaux.

#### Les symboles des évangélistes
Les quatre reliefs actuellement scellés sur la partie supérieure de la façade, au-dessus de la rosace et de part et d’autre d’une sculpture représentant le Rédempteur sur un trône à l’intérieur d’une mandorle, ne nous sont pas parvenus à leurs emplacements d’origine, ce qui est particulièrement visible en ce qui concerne l’aigle de saint Jean dont la tête est mutilée, de même le phylactère entre ses pattes est restreint à une superficie incomplète. Ils ont probablement été déplacés lors de l’ouverture de la rosace par les campionesi.
Les reliefs se présentent ainsi :

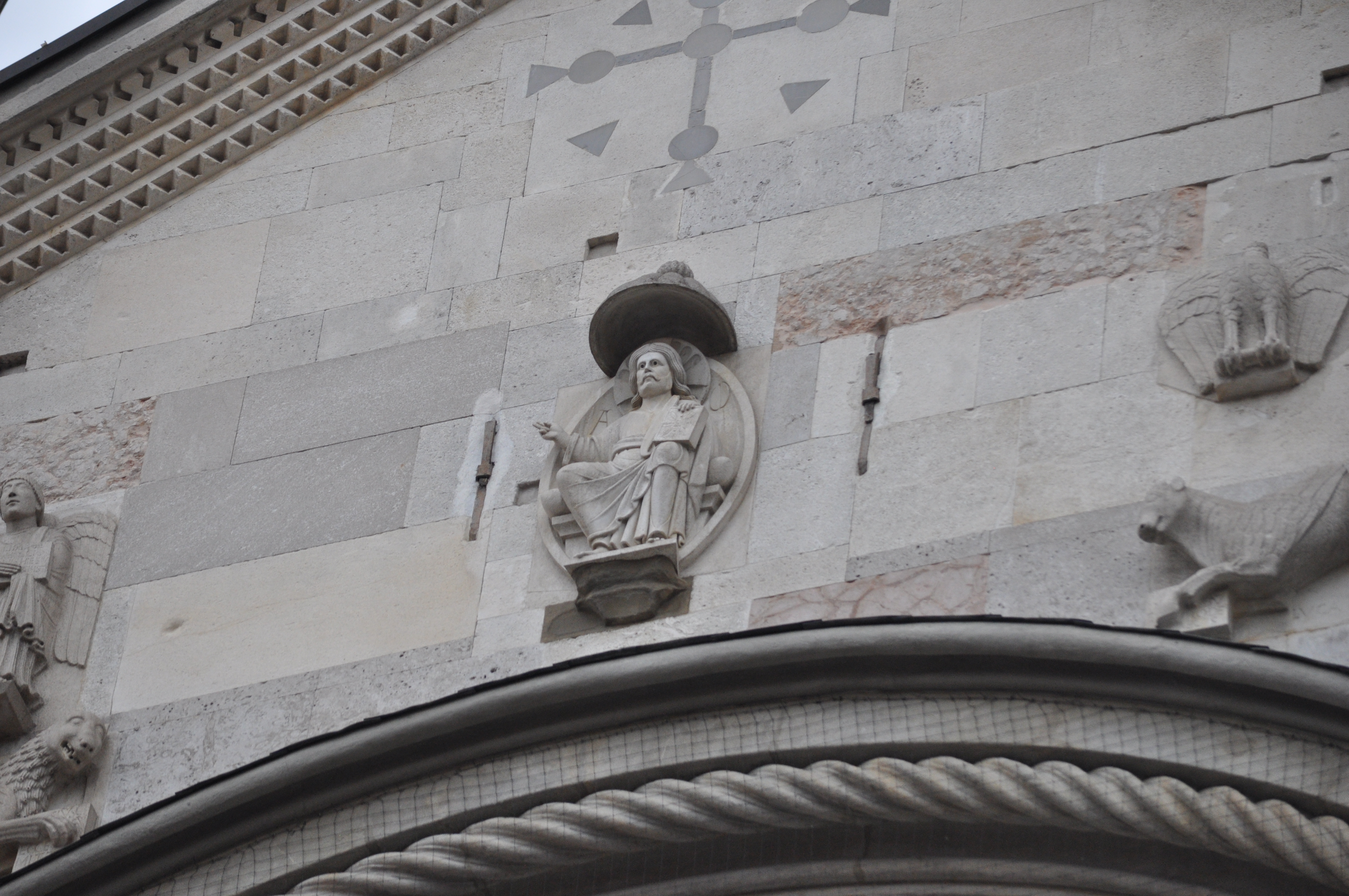
Les symboles des évangélistes au-dessus de la rosace

- L’ange de saint Matthieu est représenté de face, ses pieds posés sur un fragment de corniche en auvent sous laquelle son nom est gravé Matheus. Sur le livre qu’il tient entre ses mains, il est cité l’incipit du texte évangélique : Liber generacionis Hiesu Cristi[18].
- Le lion ailé de saint Marc a les pattes postérieures posées sur une sorte de socle, alors que les pattes antérieures tiennent le livre ; son nom est placé sous son poitrail : Marcum, sur le livre ouvert se trouve l’incipit du texte évangélique : Initium Sancti Evangelii Ecce mitto angelum[19].
- Le taureau ailé de saint Luc est placé symétriquement au lion, ils sont face à face. Sous son poitrail est inscrit le nom : Luca. Les pattes antérieures portent le livre sur lequel est écrit : Fuit in Die us Érodés Regis[20].
- L’aigle de saint Jean se trouve sur le côté opposé à celui de l’ange. Le symbole aujourd’hui privé d’inscription devait toutefois en être originellement pourvu, en témoigne le rouleau que les griffes agrippent et duquel devait se développer le phylactère rapportant l’incipit du texte évangélique. Cette perte a dû fort probablement se produire au moment de la mise en place des sculptures à leur emplacement actuel[11].

#### Samson déchirant le lion

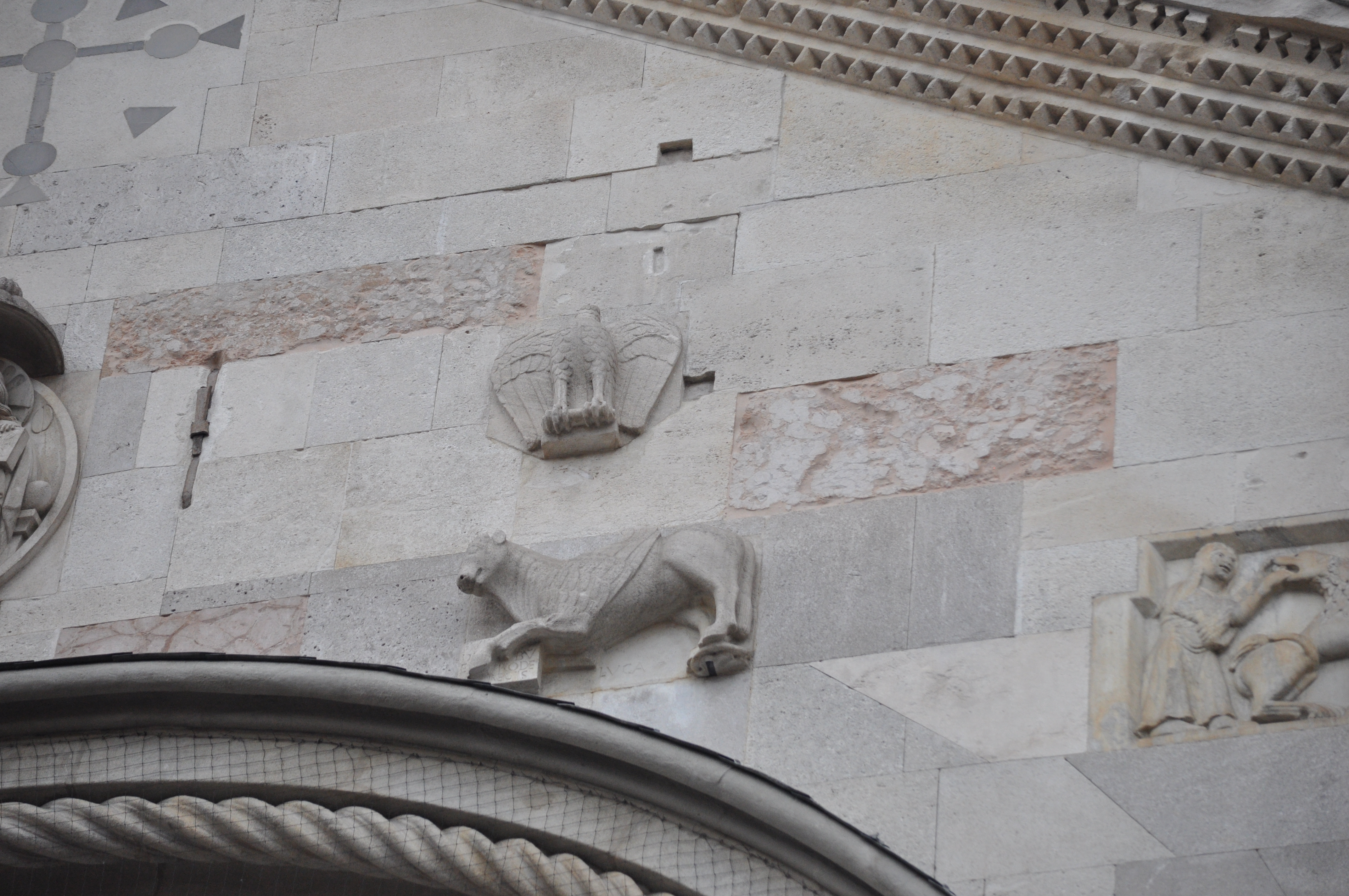
Complètement à droite, Samson déchirant le lion

Cette plaque se trouve également à la partie supérieure de la façade, à droite des symboles des évangélistes. Elle représente Samson déchirant la gueule d’un lion. Son nom Samson est gravé sur le bord gauche.
Samson est un symbole du Christ salvateur.

### Autres lieux d'activité

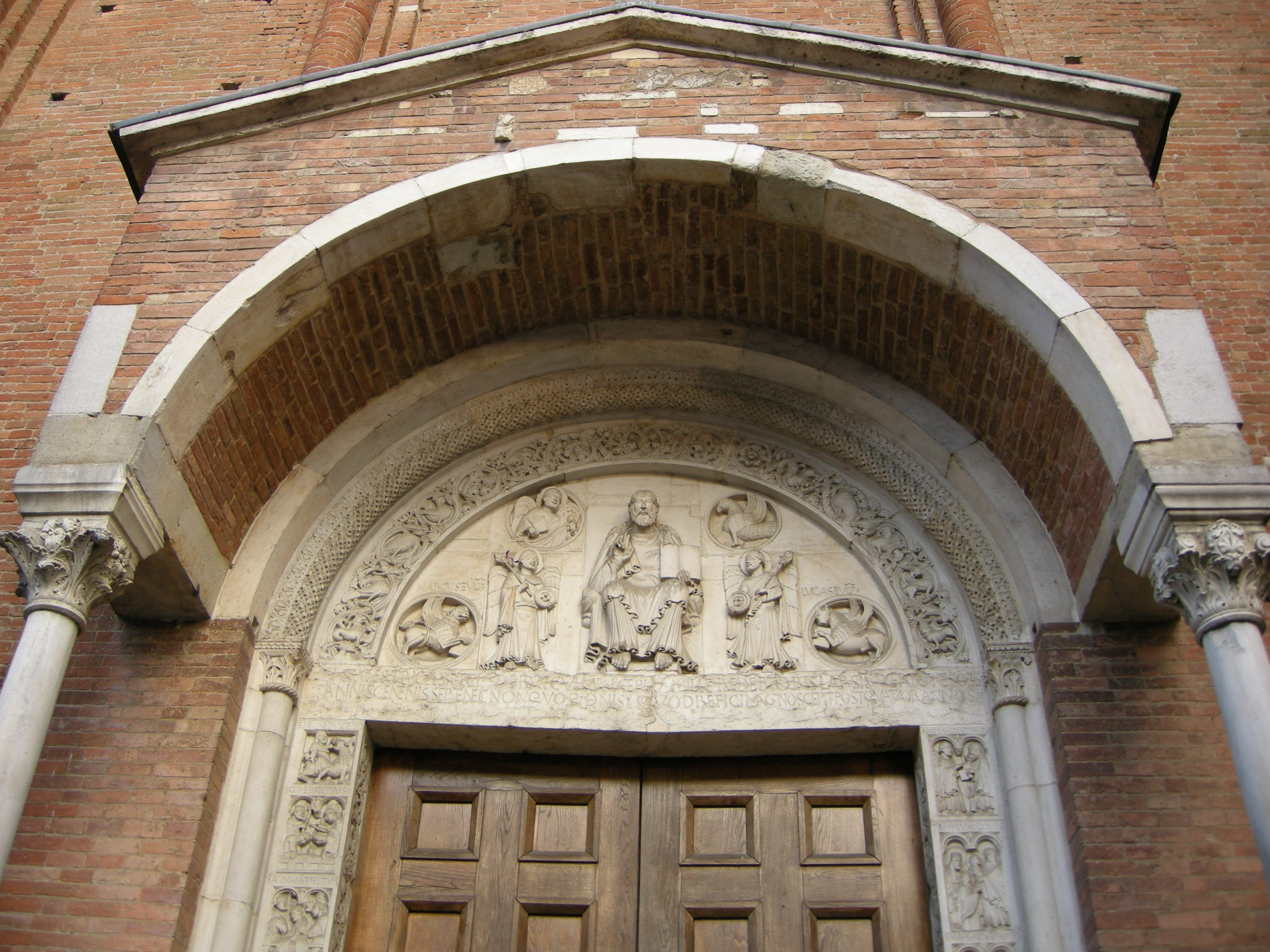
Portail de l'abbaye de Nonantola

L’empreinte de Wiligelmo et/ou de son école est bien visible en Italie septentrionale, particulièrement dans la zone padane : sur la cathédrale de Crémone, dans la sacristie de laquelle se trouve une plaque de fondation dont l'épigraphe, comme à Modène, est soutenue par Hénoc et Élie ; le portail de l’abbaye de Nonantola ; sur la cathédrale de Plaisance ; l’abbaye Saint-Benoit de Polirone.